# Phillips Nunatak
Phillips Nunatak är en nunatak i Antarktis. Den ligger i Västantarktis. Argentina, Chile och Storbritannien gör anspråk på området. Toppen på Phillips Nunatak är 960 meter över havet.
Terrängen runt Phillips Nunatak är platt norrut, men söderut är den kuperad. Trakten är obefolkad. Det finns inga samhällen i närheten.